# کندی (کالیفرنیا)
کندی (به انگلیسی: Kennedy) یک منطقهٔ مسکونی در ایالات متحده آمریکا است که در شهرستان سن ژواکین، کالیفرنیا واقع شده‌است. کندی ۳٫۰۴۳ کیلومتر مربع مساحت و ۳۲۵۴ نفر جمعیت دارد و ۷ متر بالاتر از سطح دریا واقع شده‌است.